# Matriz de subdivisões de país
O seguinte é uma matriz da primária subdivisão de país. Ela mostra que tipos de entidades, como por exemplo província, em quais países existem e a que nível.
Para manter a matriz tão compacta quanto possível e para ilustrar a distribuição, os países são representados por ISO 3166-1 alfa-2 código de país, seguido pelo número de unidades presentes.
Não incluídos na matriz são distrito federal, distrito capital, interstate compact, ou outro special-purpose district que existem em AR, BR, DO, MX, NG, US.
Um país pode ter mais do que uma entidade do mesmo nível, por exemplo, alguns países têm estados e territórios no primeiro nível. Por outro lado, alguns países podem ter a mesma entidade, em alguns casos, ocupam mais de um nível.
Para os países da União Europeia, ver Nomenclatura Comum das Unidades Territoriais Estatísticas para os três níveis superiores e Unidade administrativa local para os dois últimos níveis.
| Designativo           | Primeiro-nível | Segundo-nível                                                               | Terceiro-nível | Quarto-nível | Quinto nível+ |  |
| Estado                | AT:9, AU:6, BR:26, DE:16, IN:28, MM:7, MX:31, MY:13, NG:36, PW:16, SD:26, VE:23, US:50                                                                                           |                                                                             |                |              |               |  |
| Região                | CL:13, DK:5* ET:9, IT:20, OM:5, PE:25, FR:22 | BA:7                                                                        |                | EE:15        |               |  |
| Território            | AU:9,CA:3, IN:6 |                                                                             |                |              |               |  |
| Província             | AO:18, AR:23, BF:45, CA:10, CN:22, CR:7, DO:31, DZ:48, EC:22, GA:9, ID:33, IR:30, KE:7, KG:7, MN:, NL: 12, PA:9, TW:2, ZA:9, IQ:18, EG:26, KW:6, LB:6, OM:3, SY:14, TN:24, YM:19 | BO:, ES: 50, OM:, PE:180, IT:107                                            |                |              |               |  |
| Prefeitura            | CF:14, JP:48, TD:14 | GR:51                                                                       |                |              |               |  |
| Departamento          | BJ:12, BO:9, CI:58, CO:32, GT:22, HN:18, HT:10, PY:18, SV:14 | AR:376, BF:, FR:100                                                         |                |              |               |  |
| Condado               | HR:22, HU: 19, NO:19, SE:21 | US:2995                                                                     |                |              |               |  |
| Cantão                | CH:26, | CR:81, EC:, LU:12, BA:10                                                    |                | FR:4000      |               |  |
| Paróquia              | AD:7, AG:6, BB:11, DM:10, GD:6, JE:12, KN:14, MS:, VC:6 | US:64                                                                       | EC:            |              |               |  |
| Distrito              | BZ:6, LU:3 | AF:, BD:64, CH:159, DE:439, IN:598 KE:, LV:26, LB:25, MY:, NP:76, PA:, PY:, | PE:1747, RO:41 |              |               |  |
| Município             | LY:25, MN:1 | BR:, EE:, HN:, NL:467,, NO:431, RO:265, RS:200, SE:, SI:193, MX:2445        | CH:2900        |              |               |  |
| Comuna                | | RO:2686                                                                     |                |              |               |  |
| Borough               | | US:27, MX:16                                                                |                |              |               |  |
| Neighbourhood         | | AR:                                                                         |                | NL:11,000    |               |  |
| Sub-municipality      | |                                                                             | NL:27          |              |               |  |
| Quarters              | |                                                                             | NL:2,400       |              |               |  |
| Comunidades autónomas | ES:17 |                                                                             |                |              |               |  |
| Comarcas              | | ES                                                                          |                |              |               |  |

* efetiva a partir de 2007